# 李根晳
李 根晳（イ・グンソク、이근석）は、大日本帝国陸軍及び大韓民国の軍人。創氏改名時の日本名は青木根晳。捕虜時代は青木アキラを名乗った。少飛2期。韓国空軍創設者の1人。日本軍時代に関する資料では李根哲（青木根哲）と表記されている場合がある。

## 人物
1917年、平安南道平原郡青山面舊源里（現：雲峯里）に鄭祥烈の六男として生まれる。本貫は遂安李氏。
のち平壌府新蒼里に移り、1933年、平壤高等普通学校を卒業。その後、17歳の時に日本内地に渡り、新聞社の給仕から少年飛行試験を合格した。朝鮮人として初なので現地の新聞社は大々的に報道したという。1935年2月1日、陸軍少年飛行兵2期生として所沢陸軍飛行学校に入学。操縦生徒は第1中隊（長：近藤三郎大尉）の所属で、うち2期生は3区隊、4区隊に配属された。同年12月に新設の熊谷陸軍飛行学校に移駐。生徒時代の李根晳について同期の藤原武彦は「李根晳は、とても性格のよい少年でした。軍人勅諭がなかなか覚えられなくて、班長に腕立て伏せをやらされて泣いていたが、器械体操は抜群にうまく、"お前は軽業師か"と聞いたことがあります」と回想している。一方、同じく同期の桂元二によれば剣道は苦手だったようで、竹刀で叩かれては「痛い、痛い」と逃げ回っていたという。
1936年（昭和11年）11月30日に実施学校に入学し、1937年2月27日実施学校卒業、7月1日伍長任官。1938年8月に設立された飛行第64戦隊に属し日中戦争やノモンハン事件で活躍したとされるが、詳細は不明点が多い。
太平洋戦争初期、飛行第77戦隊第2中隊（戦隊長：吉岡洋少佐、中隊長：松田光弘大尉）に所属。1941年12月よりビルマのラヘン飛行場に展開。三浦義男（仮名）によれば、頭がよく、気持ちがほがらかで、洒落を言ったり大きな話をしたりして、彼の赴く所は常に春風が吹くような隊の人気者であったという。
12月23日、ラングーン飛行場の第一次爆撃に参加。李の所属する編隊は爆撃機隊の掩護で、ラングーンの近くでハリケーンとバッファローの隊に遭遇して交戦。これを撃退した編隊の戦果は8機で、李も2機撃墜している。
12月25日、飛行第31戦隊、飛行第62戦隊（何れも重爆）を掩護し戦隊総力を以て行われたラングーン飛行場の第二次爆撃に参加したが被弾、落下傘で脱出したが木に引っ掛かったためイギリス軍に捕えられる。李根晳はインドシナ方面における捕虜第1号となった。この時、李根晳の他に捕虜となった爆撃機搭乗員ら4人と、インドに送られ、デリー郊外のプラナキラの民間在留邦人収容所に一旦入れられ、以降5年間捕虜生活を送った。一方、李根晳の未帰還となった第77戦隊では、戦隊長の吉岡少佐は「ひょっとして捕虜になったか」と案じていたが、翌年3月のラングーン陥落後に水田で李根晳の機体の残骸が見つかり、戦死と認定される。撃墜数は18機であった。ちょうど未帰還となった日に基地に准尉昇進の辞令が届き、戦死確定後、少尉に昇進した。

### 捕虜生活
5名の捕虜は1942年6月に捕虜として加わった飛行第64戦隊の清水武准尉とともにニューデリー・レッドフォートの英三軍尋問センター（所長：スチブンソン中佐）で取り調べを受け、同年秋、新設されたビーカーネール収容所（所長：ハッチンソン中佐）に入れられる。当初は家族的な雰囲気だったが、やがて44年の第2次アラカン作戦、フーコンの戦いやインパール作戦で収容者が激増すると付和雷同的な群集心理が働き、規律の乱れが起こったため、李根晳が第1キャンプ長、清水武が第2キャンプ長として自治体制を整えた。階級も出身も千差万別であるため統制は容易ではなかったが、1945年7月に収容所に来た水井一上等兵（歩兵第138連隊第3大隊本部附）によれば、なまりの多い言葉ながら軍人精神横溢で、統率力は抜群であったという。毎朝李根晳が宮城遥拝を取り仕切り、「大和魂を忘れるな。生きて虜囚の恥をそそげ」と訓示するのが日課であった。
その反面、英軍には反抗的な態度を示している。中でも挙げられるのが大戦末期に起こった敬礼拒否事件である。ジュネーブ条約18条には捕虜の捕獲国将校に対する敬礼が義務付けられていたが、「敬礼の種類までは特定していない」として元軽爆パイロットで将校キャンプ先任者の飯島一良中尉（捕虜時は山田を名乗った）を中心とし軍隊式敬礼を拒否し脱帽ないしお辞儀を行っていた。しかし、飯島が視察に来たルイス・マウントバッテンの目の前で刺し違えんとの意思を示したため、面目を潰されたハッチンソン所長はいよいよ収容所全体に人員点呼と軍隊式敬礼の徹底に乗り出す。李根晳ら第1キャンプは徹底拒否を貫き、収容所側も1週間以内に回答がない場合攻撃するとの通達を行った。李根晳ら第1キャンプはハンストで抵抗し、武器を作り一週間後に塀を乗り越え突撃しようと申し合わせた。途中食料をもらった1名が吊るし上げられ自決させられる悲劇があったが、1週間後、ついにハッチンソンは要求を呑む。しかしそれは英軍の罠で、祝杯を行った捕虜らが眠り込んでいる隙にバク・シン（bak singh）中佐率いる藩王国軍衛兵隊が棍棒で襲撃した。武器で応戦しようとするが、李根晳は衛兵に両腕を抑えられながら「待て。短気を出すな。山田中尉の命令だ」とキャンプの各班を回って制した。そうして静まった捕虜らは運動場へ引きずり出され、敬礼をするか否かの尋問が一人一人なされた。李根晳は外村曹長、浜曹長、川勝長之助一等兵らと拒否組に回って棍棒で殴られ、炎天下に三時間余り立たされたのち、将校キャンプで1週間隔離された、一方、敬礼組でも同日に3名が焼身自殺を行った。
1945年8月の終戦後も捕虜は急増したため、李根晳は他の強硬派組500名とともに新設のクェッタ収容所（所長：F・C・バーデンス中佐）に送られ、第2ウィング長となる。クェッタ収容所の警備は厳重であったが、収容者らはわざと板を落として割ったり、警備のインド兵に暴行するなどの反抗を続けた。
翌年、復員が決まりクェッタの捕虜もカラチへ向かう復員船に載せられるが、マラッカ海峡に差し掛かるところで捕虜たちの間にシージャックの話が持ち上がる。デオリー収容所から同乗していた民間人を巻き添えにしかねない事から、決起派と慎重派で一時騒然となったが、李根晳は仲裁に入り民間人の意見を聞くよう提案する。同日夜、李根晳が直接交渉に出向いた結果、民間人の反対があったため決起は流れたが、強硬派一名が悲憤のあまり自殺した。
5月中旬ごろにレンパン島に上陸したときも李根晳は毎朝の宮城遥拝を続けていたが、数日後にそれが英軍の女性将校に発見されて騒ぎとなり、他の捕虜から引き離される。

### 帰国後

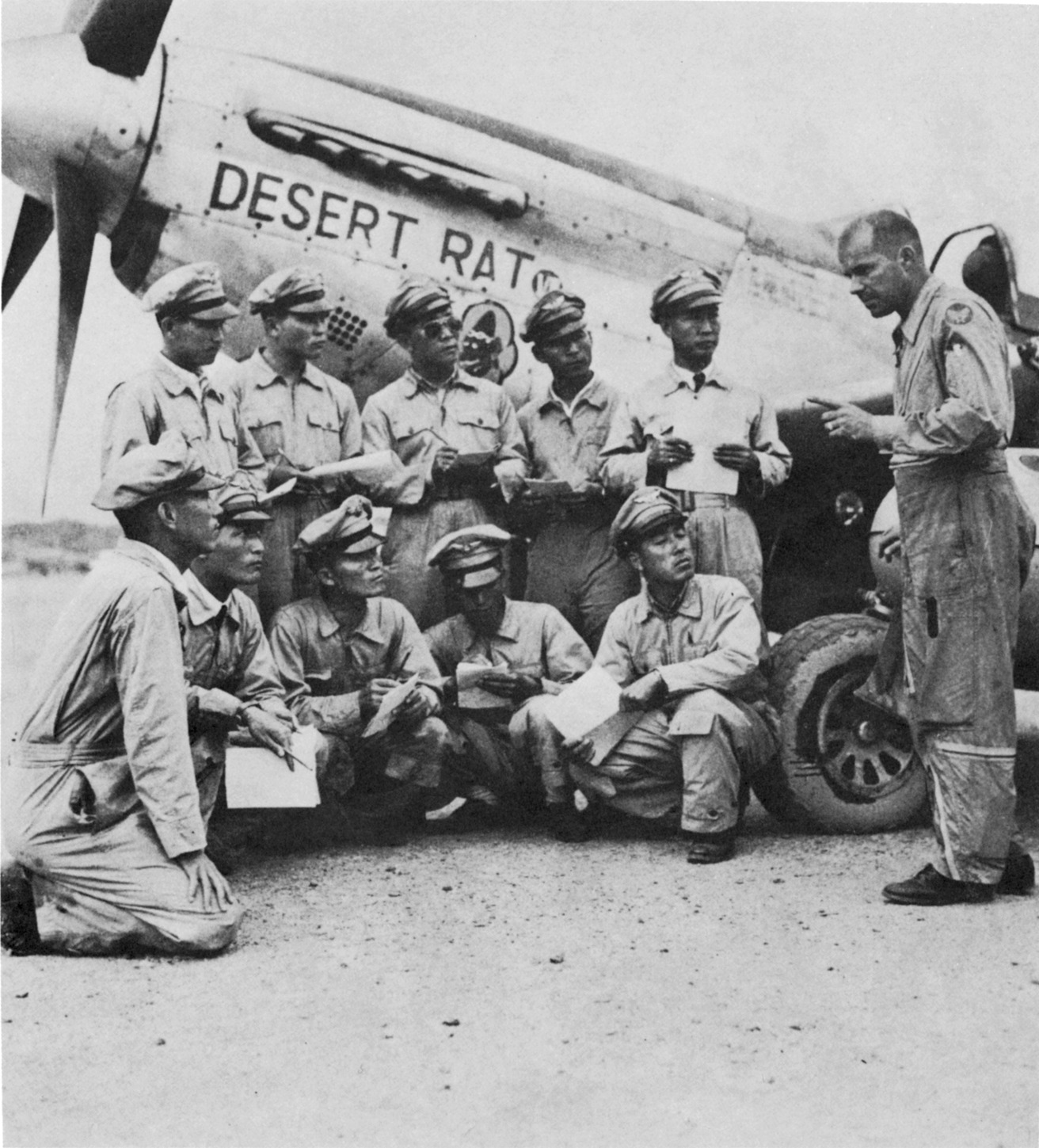
P-51を受領し、米軍将校からブリーフィングを受ける
後列左から5人目が李根晳（1950年6月27日）

その後しばらくの足取りは不明ながら、同年6月前後ごろには解放後の朝鮮半島に渡って韓国空軍創設に参加し、1948年4月に航空幹部要員として歩兵学校に入校。5月1日に卒業後、警備士官学校に入学して2週間の教育を受け、14日陸軍少尉に任官。南朝鮮警備隊第1旅団航空隊（司令官：白仁燁）附。同年7月、陸軍航空基地部隊（司令官：崔用徳中尉）軍需参謀（中尉）。1949年2月、陸軍航空基地司令部飛行団長。
1949年7月、陸軍大領（大佐）。
1949年10月、空軍士官学校校長。
1950年5月、空軍飛行団長。中隊長に金英煥・金信・張盛煥。当時偵察パイロットであったペ・サンホ少将によれば、軍出身者は民間出身者と比べ気性が荒く、また創設間もないためか陸軍より上下関係意識が希薄で、戦闘中でも部隊員同士で銃を向ける等のトラブルがあったという。
1950年6月25日の朝鮮戦争勃発当時、空軍にはL-4やT-6などの偵察機や練習機しかなく、空軍パイロットたちは南下を食い止めるためそれらを総動員して手りゅう弾を投擲したが歯が立たなかった。26日にアメリカからF-51Dを10機授与されることになり、金英煥や張盛煥を含む9人を引率し板付に派遣される。しかし雨が続き、訓練は出来なかった。
7月2日にようやく晴れたが、状況が切羽詰まっていることを感じた李根晳は離着陸訓練を済ませただけで、米軍の制止を振り切り大邱まで飛行した。大邱に到着した李根晳は金貞烈に「すぐ出撃させろ」と主張した。李根晳によれば「地上部隊の士気を回復させるには、太極旗マークをつけたムスタングを見せてやるべきだ」という。金貞烈は李根晳を叱りつけ、丸1日訓練させ7月3日に出撃命令を下した。そして7月3日に初出撃をした。
7月4日、金英煥・朴熙東、姜鎬倫を連れて4機編隊で出撃し、安養上空で敵機を撃退し、南下中の戦車縦隊に攻撃中に戦死した。国連軍の北進時に尹鎰均によって遺体は回収されソウル顕忠院に埋葬された。墜落時の衝撃と機体の爆発で身体は粉々になっていたが、靴と生前に歯科治療を受けた際の金歯から、遺体が李根晳のものであると確認された。
死後の1951年9月、准将に進級、太極武功勲章を追贈された。金貞烈は「太平洋戦争を生き残った彼が、この戦争の出撃2日目に死ぬとは、…」と懐述し、作戦を立てた自身を責め続けたという。「祖国のために無名の礎になる」といつも口癖のように言っていた。
2011年6月30日、国家報勲処より「7月の6・25戦争英雄」に選定された。2015年には6.25戦争護国の英雄10人の切手の一人に選ばれた。

## 戦死に関して
南下中の戦車縦隊を攻撃した際、対空砲に当たり、炎上する乗機と共に敵陣に突入して戦死したとされる。
しかしディーン・ヘスは、日本軍機はその機動性によって低空でも急降下中に反転して素早く引き上げる飛行が可能であったが、より重く遅いF-51が同様のことをするには少なくとも高度2,000フィートが必要であり、この戦術を試した李大佐は地面に衝突して死亡したとしている。
張志良は、太平洋戦争で捕虜になってから朝鮮戦争までの間は戦闘機を操縦してなく、日本でたった1回訓練を受けて実戦に出たのは無理があったとしている。
7月4日の出撃に関して朴熙東はこのような証言をしている。
金斗萬はこの件に関してこのような見解を語っている。